# Palais du Roure

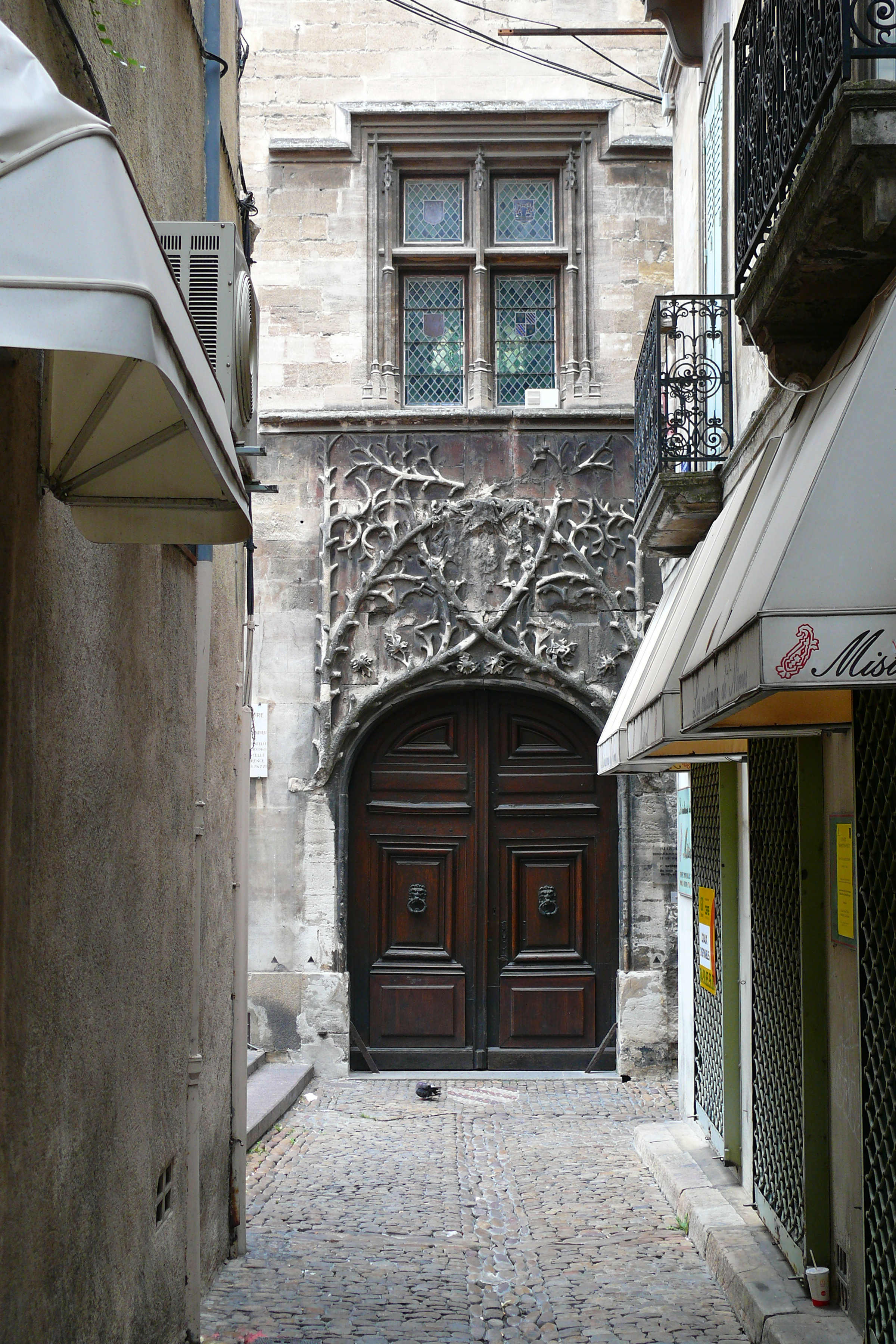
Entrada al Palais du Roure

El Palais du Roure, o Hotel de Baroncelli-Javon, és una mansió d'Avinyó construïda al segle xv i que ara és un museu. Després de la Segona Guerra Mundial va ser un centre de defensa de la llengua i la cultura occitanes.

## Història
El 1469, Pierre Baroncelli, natural de Florència, adquirí a Avinyó una taverna anomenada "La Taverne du Mûrier" i unes cases properes per establir-hi la seva llar. Els Baroncelli van convertir-se en una important família d'Avinyó.
Al segle xix, aquest edifici era anomenat Hotel de Baroncelli-Javon. Però Frederic Mistral, que el freqüentava, va començar a anomenar-lo "Palais du Roure". Propietat del marquès Folco de Baroncelli-Javon, es va convertir en aquest moment una casa de felibritge. El 1908, el palau es ven. A continuació, després de patir pèrdues considerables, l'aristòcrata Jeanne Flandreysy el salva i decideix crear-hi un centre cultural mediterrani.
El 1936, després del matrimoni de Jeanne amb el comandant Émile Espérandieu, arqueòleg i membre de l'Institut, la institució va adquirir més fama amb la creació de la Fundació que la ciutat Espérandieu Flandreysy-Avignon va heretar el 1944. Avui, les col·leccions d'aquest museu, dedicat a la història regional i la sociologia, estan disponibles al públic.
L'any 1945 hi feu estada l'advocat sabadellenc Lluís Casals, que s'havia exiliat.
El palau està classificat com a monument històric per ordre del Govern francès del 19 de novembre de 1941.